# Качеван
Качеван (баш. Көсеүән) — деревня в Кармаскалинском районе Республики Башкортостан Российской Федерации. Входит в состав Кармаскалинского сельсовета.

## География

### Географическое положение
Расстояние до:
- районного центра (Кармаскалы): 9 км,
- центра сельсовета (Кармаскалы): 9 км,
- ближайшей ж/д станции (Карламан): 21 км.

## История
Возникла между 1921 и 1925 гг. В 1925 году в деревне насчитывалось 23 хозяйства.

## Население
| 2002 | 2009 | 2010 |
| ---- | ---- | ---- |
| 107  | ↗136 | ↘104 |

Национальный состав
Согласно переписи 2002 года, преобладающие национальности — татары (49 %), башкиры (48 %).